# Tretorn

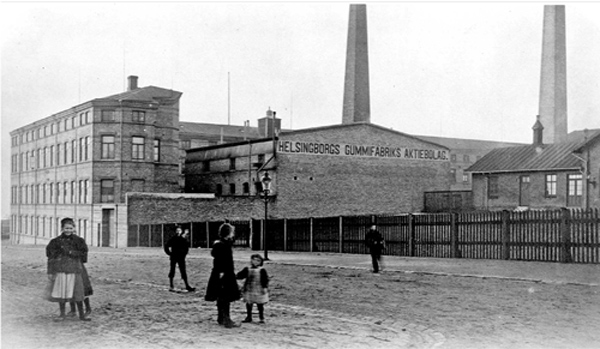
Helsingborgs Gummifabrik 1901

Tretorn Sweden AB är en svensk tillverkare av gummistövlar, sportskor och tennisbollar med huvudkontor i Helsingborg. Varumärket ägs sedan 2015 av Authentic Brands Group. Tretorn grundades 1891 som Helsingborgs Gummifabrik AB med tillverkning i Tretornfabriken i Helsingborg. Tillverkningen i Helsingborg lades ned 1980.

## Historik

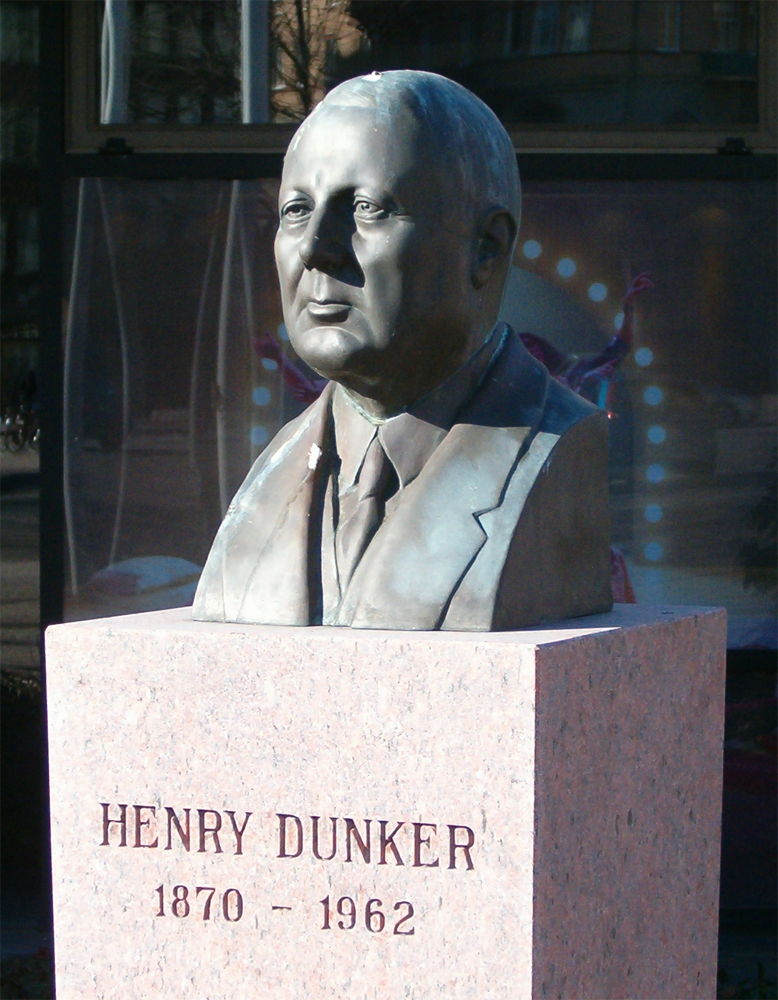
Byst av Henry Dunker utanför Stadsteatern i Helsingborg.

Johan Dunker började 1888 planera för en gummitillverkning i Helsingborg. 1890 grundade han Helsingborgs gummifabrik AB för tillverkning av främst galoscher. En fabrik uppfördes på Bredgatan och Furutorpsgatan i Helsingborg. Men galoscherna höll inte tillräckligt bra kvalitet. Johan Dunkers son Henry Dunker for då till Ryssland för att samla in kunskap om gummiframställning hos de ledande ryska tillverkarna. Då hans visit i S:t Petersburg inte rönte någon framgång, de ryska bolagen var inte intresserade, for han till Riga, där han mötte kemisten Julius von Gerkan som var villig att hjälpa till med att förbättra den svenska fabrikens gummi. Under von Gerkan som teknisk chef utvecklades ett högkvalitativt helsingborgsgummi. Henry Dunker själv lärde sig noga hur tillverkningen gick till så att han skulle kunna ersätta von Gerkan om denne skulle bli sjuk. Gerkan var verksam Helsingborgs gummifabrik fram till sin bortgång 1918.
År 1905 ombildade familjen Dunker tillsammans med Johan Kock gummifabriken Velox i Trelleborg till Trelleborgs gummifabrik.
Genom ett nätverk av försäljningskontor, i Sverige och i Köpenhamn, Berlin och Wien, fick Dunker större kontroll över distributionskedjan. Med tiden utökades sortimentet med bollar, badmössor och däck. År 1912 bildade Dunker Galoschkartellen för att kontrollera den svenska marknaden. 
År 1911 inrättades en barnkrubba av bolaget. År 1930 var andelen kvinnor och minderåriga som arbetade i Helsingborgfabriken 73 procent. Delar av tillverkningen innebar arbete med farliga kemikalier utan tillräckligt skydd. Bland annat fick anställda arbeta med bly utan skydd och riskerade förgiftning. Helsingborgsfabriken fick många smeknamn: "Galoschan", "Slöfsan" och "Kadorran" var några av dem.

### Tretorn

Gustav Adolfs gymnastiksko - Livrustkammaren - 49434

År 1927 bildades Förenade gummifabrikernas AB, som vid sitt bildande var en sammanslagning av Ryska gummifabriks AB i Malmö, grundat 1899, Hälsingborgs gummifabriks AB i Helsingborg, grundat 1891, och Skandinaviska gummifabriks AB i Viskafors. 1934 bytte moderbolaget namn till Tretorn AB.. 
Vid depressionen under 1930-talet skyddade vissa länder den inhemska produktionen med högre tullar och med importförbud. Detta gjorde att Dunker startade dotterfabriker i Helsingör 1935 och Hamburg 1932. Under 1930-talet rationaliserades produktionen och löpande band infördes. År 1939 fick personalen matsal och i början av 1940-talet dusch- och tvättrum. Efterfrågan på gummivaror ökade ständigt och produktionen innefattade nu inte bara gummiskor och bildäck utan även cykeldäck, regnkläder, gymnastikskor, gummiband med mera. Efter andra världskriget var det till en början brist på rågummi då plantagen i fjärran östern förstörts. I Tretornfabriken i Helsingborg anställdes många invandrare, bland annat från Danmark och Polen. I slutet av 1940-talet minskade efterfrågan på galoscher och istället blev stövlar den främsta produkten. År 1954 lanserade Tretorn sin patenterade trycklösa tennisboll. 
År 1962 avled Henry Dunker efter att ha lett bolaget sedan 1894. År 1964 köptes C.E.von Braun & Co AB:s tillverkning av tennisracketar i Älmhult. Tretorn växte under 1960-talet. Trelleborgs AB överlät AB Tegea som tillverkade bilhjälmar, luftmadrasser och ishockeyutrustning på Tretorn 1966. Tretorn köpte samma år Malmgrens skofabrik. År 1965 omstrukturerades bolaget och delades in i fyra divisioner: Gummiskor, Övriga skor, Industrigummi och Sport och fritid. Samma år slöts ett avtal om koncernsamarbete mellan Tretorn och Trelleborgs AB. Åren 1962–1969 minskades antalet anställda i Tretorn med 3.000 personer. Ökade produktionskostnader blev ett problem: en svensktillverkad sko kostade dubbelt så mycket i produktion som en importerad.
År 1970 köptes Bröderna Sandgrens Trätoffelfabriks AB i Påryd. Tretorn såg fördelar med träskor, eftersom produktionen i hög grad var automatiserad och kostnaderna för produktionen var lägre än för konventionella skor. Vid "Franska öppna" i tennis blev Tretorns tennisbollar officiell matchboll.

### Krisen i Tretorn

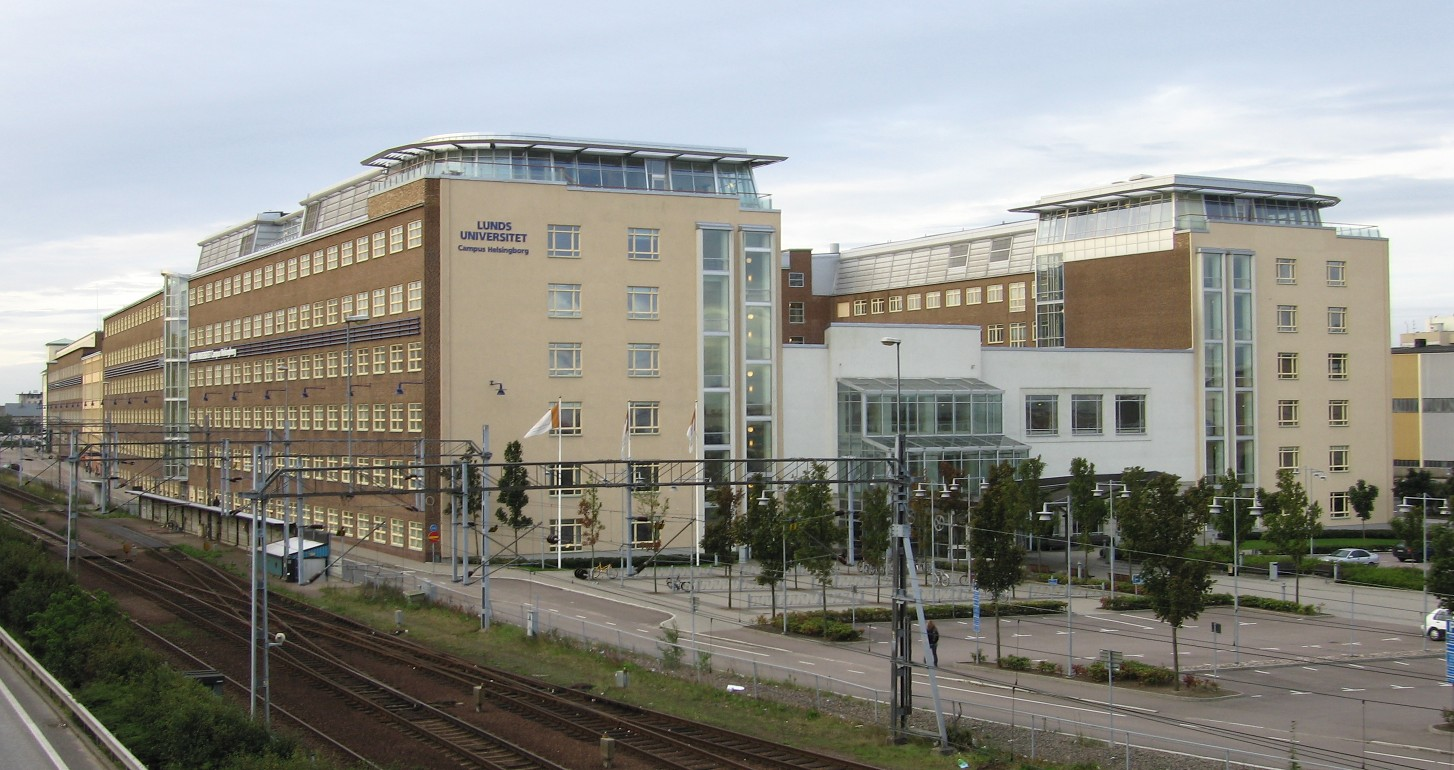
Den tidigare Tretornfabriken i Helsingborg.

År 1970 arbetade 1 360 personer i fabriken i Helsingborg. 1970-talet blev en svår ekonomisk period för Tretorn. En följd blev bland annat att fabrikerna i Malmö och Helsingör lades ned samt att fabriken i Hamburg togs över av Trelleborg AB. Ett problem för bolaget var den föråldrade fabriken i Helsingborg med gammal maskinpark och lokaler. En modernisering av delar av fabriken skedde 1971–1973. Samtidigt startade tillverkning i Portlaoise, Irland där en ny fabrik byggdes 1972 med produktionsstart 1973. Irländska staten gav ekonomiskt stöd och arbetskraften var billigare.
Tretorn köpte Hunt Skofabrik AB i Örebro 1973, som ombildades till Hunt Sport AB. Huntfabriken i Örebro lades ned 1977. År 1979 upphörde verksamheten och 600 personer sades upp. Tillverkningen av stövlar fortsatte i bolaget Stövel AB Tre Torn, som senare bytte namn till Sweden Boots. Bolaget såldes 1981 till Aritmos-koncernen, och blev efter dess upplösning helägt av Proventus AB.
Under 1970-talet sålde företaget under en period stöveln Acquo. Det var en hög stövel i svart gummi, marknadsförd mot en kvinnlig målgrupp. I mitten av 2010-talet återlanserades produktion och försäljning av stöveln Acquo av ett fristående företag, baserat i Norrköping.

### Puma
Åren 2002-2015 ägdes Tretorn av Puma. Tretorn marknadsför idag gummistövlar, skor (sneakers), regnkläder, ridstövlar och tennisbollar. Bland produkterna återfinns skomodellen Nylite som lanserades första gången 1967.
Italienska MODO har köpt licensrättigheter för att tillverka glasögonbågar under namnet Tretorn.

### Authentic Brands Group
År 2015 såldes Tretorn till Authentic Brands Group. Den svenska delen av företaget har kontor i de gamla lokalerna i Helsingborg.